# Kaiser-Franz-Joseph-Jubiläums-Marsch
Der Kaiser-Franz-Joseph-Jubiläums-Marsch ist ein Marsch von Johann Strauss Sohn (ohne Opusnummer). Er wurde möglicherweise am 27. November 1898 im Konzertsaal des Wiener Musikvereins erstmals aufgeführt.